# العلاقات الدنماركية الجنوب سودانية
العلاقات الدنماركية الجنوب سودانية هي العلاقات الثنائية التي تجمع بين الدنمارك وجنوب السودان.

## مقارنة بين البلدين
هذه مقارنة عامة ومرجعية للدولتين:
| وجه المقارنة                                              | الدنمارك                                                     | جنوب السودان                  |
| --------------------------------------------------------- | ------------------------------------------------------------ | ----------------------------- |
| المساحة (كم2)                                             | 42.92 ألف                                                    | 619.75 ألف                    |
| عدد السكان (نسمة)                                         | 5.79 مليون                                                   | 12.58 مليون                   |
| الكثافة السكانية (ن./كم²)                                 | 134.9                                                        | 20.3                          |
| العاصمة                                                   | كوبنهاغن                                                     | جوبا                          |
| اللغة الرسمية                                             | اللغة الدنماركية                                             | لغة إنجليزية                  |
| العملة                                                    | كرونة دنماركية                                               | جنيه جنوب سوداني، جنيه سوداني |
| الناتج المحلي الإجمالي (بليون دولار)                      | 324.87 مليار                                                 | 2.90 مليار                    |
| الناتج المحلي الإجمالي (تعادل القوة الشرائية) بليون دولار | 278.61 مليار                                                 | 22.88 مليار                   |
| الناتج المحلي الإجمالي الاسمي للفرد دولار أمريكي          | 51.99 ألف                                                    | 73                            |
| الناتج المحلي الإجمالي للفرد دولار أمريكي                 | 45.54 ألف                                                    | 2.02 ألف                      |
| مؤشر التنمية البشرية                                      | 0.900                                                        | 0.467                         |
| رمز المكالمات الدولي                                      | +45                                                          | +211                          |
| رمز الإنترنت                                              | .dk                                                          | .ss                           |
| المنطقة الزمنية                                           | توقيت وسط أوروبا، ت ع م+02:00، ت ع م+01:00، أوروبا/كوبنهاجن ‏ | ت ع م+03:00                   |

## منظمات دولية مشتركة
يشترك البلدان في عضوية مجموعة من المنظمات الدولية، منها:
| علم المنظمة | اسم المنظمة                               | تاريخ انضمام الدنمارك | تاريخ انضمام جنوب السودان |
| ----------- | ----------------------------------------- | --------------------- | ------------------------- |
|             | مؤسسة التنمية الدولية                     | 30 نوفمبر 1960        | 18 أبريل 2012             |
|             | يونسكو                                    | 4 نوفمبر 1946         | 27 أكتوبر 2011            |
|             | وكالة ضمان الاستثمار متعدد الأطراف        | 12 أبريل 1988         | 18 أبريل 2012             |
|             | الأمم المتحدة                             | 24 أكتوبر 1945        | 14 يوليو 2011             |
|             | الاتحاد البريدي العالمي                   | ?                     | ?                         |
|             | البنك الدولي للإنشاء والتعمير             | 30 نوفمبر 1960        | 18 أبريل 2012             |
|             | الاتحاد الدولي للاتصالات                  | 1866                  | 3 أكتوبر 2011             |
|             | مؤسسة التمويل الدولية                     | 20 يوليو 1956         | 18 أبريل 2012             |
|             | المركز الدولي لتسوية المنازعات الاستشارية | 24 مايو 1968          | 18 مايو 2012              |
|             | منظمة الشرطة الجنائية الدولية             | ?                     | ?                         |
|             | البنك الإفريقي للتنمية                    | ?                     | ?                         |

## أعلام
هذه قائمة لبعض الشخصيات التي تربطها علاقات بالبلدين:
- بيوني سيستو (لاعب كرة قدم سوداني، 4 فبراير 1995[21] – )

## وصلات خارجية
- موقع وزارة الخارجية الدنماركية
- موقع وزارة الخارجية الجنوب سودانية